# 三和酒造
三和酒造株式会社（さんわしゅぞう）は、静岡県静岡市清水区西久保に製品工場と本社、同区谷津町に仕込み蔵を置く日本の酒造会社である。

## 概要
1686年（貞享3年）、初代・鈴木市兵衛が、現在地で良水を得て酒造業を始めた。「鶯宿梅（おうしゅくばい」という名で300年近く地元で親しまれた。1971年（昭和46年）、三和酒造（株）を設立。1985年（昭和60年）、「羽衣の舞（はごろものまい）」を発売。2002年（平成14年）、「臥龍梅（がりゅうばい）」を発売した。現在、当主・鈴木克昌が、「臥龍梅」、「静ごころ」、「羽衣の舞」ブランドの日本酒を醸造販売する老舗酒造メーカーである。
「臥龍梅」の由来
「臥龍」とは地にひそみ隠れている龍の意味で、志をのばす機会を得ず民間に隠れていた英雄、諸葛孔明の例え。三和酒造近隣の禅寺には徳川家康が植えたと伝えられる「臥龍梅」があり、後に天下人となる家康にも臥龍の時代があった。臥龍の故事に習い、やがては天下の美酒と謳われることを願って「臥龍梅」と命名した。。 

## 沿革
- 1686年（貞享3年） - 鈴木市兵衛が、現在地で酒造りを創業。
- 年代不詳 - 商標名「鶯宿梅」の名で、300年近く販売した。
- 1971年（昭和46年） - 三和酒造（株）を設立した。
- 1985年（昭和60年） - 静岡県清酒鑑評会での受賞を機に、「羽衣の舞」を発売した。
- 2002年（平成14年） - 「臥龍梅（がりゅうばい）」を発売した。
- 年代不詳 - 南部杜氏・菅原富男が就任した。
- 2016年（平成28年） - 現在、当主・鈴木克昌が蔵を継承している[1]。
- 2018年（平成30年） - 南部杜氏・多田和仁が就任した。

## 受賞歴
全国新酒鑑評会
- 平成14酒造年度 - 「臥龍梅」金賞受賞[3]
- 平成17酒造年度 - 「臥龍梅」金賞受賞[4]
- 平成20酒造年度 - 「臥龍梅」金賞受賞[5]
- 平成23酒造年度 - 「臥龍梅」金賞受賞[6]
- 平成26酒造年度 - 「臥龍梅」金賞受賞[7]
- 平成28酒造年度 - 「臥龍梅」金賞受賞[8]
- 令和2酒造年度 - 「臥龍梅」金賞受賞[9]
- 令和4酒造年度 - 「臥龍梅」金賞受賞[10]

## 交通
鉄道
- JR東海道本線 - 清水駅下車徒歩25分

## 関連文献
- 『臥龍梅（がりゅうばい）（デジタル大辞泉プラス）』「静岡県、三和酒造株式会社の製造する日本酒。平成23酒造年度の全国新酒鑑評会で金賞を受賞」2012年